# Lista odcinków serialu Victoria znaczy zwycięstwo
W artykule znajduje się lista odcinków serialu Victoria znaczy zwycięstwo, emitowanego w Polsce od 4 grudnia 2010 roku na kanale Nickelodeon.

## Serie
| Seria | Odcinki    | Premiera serii   | Finał serii     | Premiera serii   | Finał serii         |
| ----- | ---------- | ---------------- | --------------- | ---------------- | ------------------- |
| 1     | 1–20 (20)  | 27 marca 2010    | 19 marca 2011   | 4 grudnia 2010   | 2 października 2011 |
| 2     | 21–34 (14) | 2 kwietnia 2011  | 26 grudnia 2011 | 6 stycznia 2012  | 22 grudnia 2012     |
| 3     | 35–47 (13) | 28 stycznia 2012 | 30 czerwca 2012 | 30 września 2012 | 24 lutego 2013      |
| 4     | 48–60 (13) | 22 września 2012 | 2 lutego 2013   | 3 lutego 2013    | 28 września 2013    |

## Seria 1: 2010–11
- Ta seria liczy 19 odcinków.
- Victoria Justice, Leon Thomas III, Matt Bennett i Elizabeth Gillies są obecni we wszystkich odcinkach.
- Avan Jogia jest nieobecny w jednym odcinku.
- Ariana Grande jest nieobecna w dwóch odcinkach.
- Daniella Monet jest nieobecna w czterech odcinkach.

| 1 | Pilot                                            | Steve Hoefer  | Dan Schneider     | 27 marca 2010       | 4 grudnia 2010      | 101     |
| Tori Vega żyje w cieniu swojej siostry, Triny. Na pokazie „Masz talent” musi zastąpić siostrę, której spuchł język. Wszystkim podobała się jej piosenka, a dyrektor Hollywood Arts High School chce, żeby dziewczyna się tam uczyła. Pierwszego dnia poznaje Cat, André, Jade, Robbie’ego i Becka. Na pierwszej lekcji zazdrosna Jade wylewa na głowę Tori kawę. Dziewczyna chce natychmiast wrócić do starej szkoły. Jednak zmienia zdanie i postanawia pokazać wszystkim na co ją stać. Piosenka: Make it shine Role gościnne: Michael Eric Reid jako Sinjin Van Cleef, Eric Lange jako Erwin Sikowitz. |                                                  |               |                   |                     |                     |         |
| 2 | Scena z ptakiem The Bird Scene                   | Steve Hoefer  | Dan Schneider     | 11 kwietnia 2010    | 5 grudnia 2010      | 102     |
| Tori chce zagrać w sztuce, ale żeby to zrobić musi zaliczyć „Scenę z ptakiem”. Na początku nie udaje jej się to i chce zapytać swych przyjaciół, co robi źle, jednak oni nie mogą jej podpowiadać. Tymczasem Andre i Robbie zapisali się na balet ze względu na to, że będzie dużo dziewczyn. Gdy już tam są okazuje się, że są sami chłopcy i jedna dziewczyna. Role gościnne: Michael Eric Reid jako Sinjin Van Cleef, Eric Lange jako Erwin Sikowitz, Caitlin Beadles jako baletnica. |                                                  |               |                   |                     |                     |         |
| 3 | Walka na scenie Stage Fighting                   | Steve Hoefer  | George Doty IV    | 18 kwietnia 2010    | 11 grudnia 2010     | 103     |
| Na lekcji teatru uczniowie muszą się nauczyć bitwy na scenie. Nauczyciel rozdziela uczniów na pary. Tori ma stoczyć teatralną walkę z Jade. Boi się, że ta ją naprawdę uderzy. Podczas bitwy Tori uderza Jade w twarz i idzie do psychologa szkolnego. Ten daje jej karę. Okazuje się, że limo Jade to był makijaż. Jade na końcu pomaga Tori w czyszczeniu sceny. W międzyczasie Trina gra scenkę, w której musi całować Robbie’ego. Dzięki temu, chłopak myśli, że Trina jest w nim zakochana. Gdy ta tłumaczy mu, że to była tylko gra na scenie, chłopak nie chce wierzyć. Następnie, siedząc samotnie przy stoliku dosiada się do niego Cat i próbując udowodnić mu, że to faktycznie tylko gra, sama zaczyna go całować. Notatka: Ten odcinek, jest odcinkiem, w którym zaczyna się romantyczne uczucie pomiędzy Cat a Robbiem. Role gościnne: Lane Napper jako Lane Moorefield. |                                                  |               |                   |                     |                     |         |
| 4 | Piosenka-prezent The Birthweek Song              | Adam Weissman | Jake Farrow       | 25 kwietnia 2010    | 19 grudnia 2010     | 107     |
| Zbliża się „Tydzień Urodzinowy” Triny. Tori nie wie co jej dać. Wraz z Andre pisze piosenkę i śpiewa ją Trinie. Ta jednak uważa, że to nie jest prezent. Tori się na nią wścieka. Trina sprzedaje ją do wytwórni płytowej. Tymczasem Robbie i Cat pomagają babci Robbie’ego zrozumieć komputer. Babcia chłopaka, która myśli, że Cat jest dziewczyną Robbie’ego, ciągle jest złośliwa dla dziewczyny. Piosenka: You’re the reason Nieobecny: Avan Jogia jako Beck Oliver. Role gościnne: Renée Taylor jako babcia Robbie’ego, Jennifer Carta jako Holly Vega, Jim Pirri jako David Vega. |                                                  |               |                   |                     |                     |         |
| 5 | Jade świruje Jade Dumps Beck                     | Steve Hoefer  | Matt Fleckenstein | 2 maja 2010         | 12 grudnia 2010     | 106     |
| Gdy Beck i Andre jedzą lunch, Tori pokazuje im fotkę ze spotkania Becka i sławnej gwiazdy - Alissy Vaughn. Jade nie jest zachwycona tą znajomością i zrywa z Beckiem. Niestety później żałuje tej decyzji i przekonuje Tori, by poszła porozmawiać o tym z Beckiem. Po rozmowie Beck jednak nadal nie jest przekonany do Jade. Następnego dnia dziewczyna mówi Tori, że kiedy byli razem, Beck opowiadał, że chciałby mieć psa. Wieczorem przychodzą z nim pod przyczepę Becka. W tym samym czasie Trina wystawia sztukę” One women show”. Nieobecna: Ariana Grande jako Cat Valentine. Role Gościnne: Jerry Trainor jako widz. |                                                  |               |                   |                     |                     |         |
| 6 | Tori Zombie Tori the Zombie                      | Russ Reinsel  | Dan Schneider     | 8 maja 2010         | 18 grudnia 2010     | 105     |
| Cat ma zaliczyć egzamin z makijażu, ale każdy, na którym mogłaby poćwiczyć rezygnuje. Ta prosi Tori, żeby jej pomogła. Ona się nie zgadza, bo występuje w sztuce. Jednak potem Cat robi z Tori zombie. Gdy przychodzi Trina okazuje się, że użyła innego kleju, a nie tego, co miała, czyli do masek. Dziewczyny dowiadują się, że w usunięciu maski pomóc może jej rozpuszczalnik. Niestety się spóźniają i Tori w połowie sztuki występuje w masce zrobionej przez Cat. Piosenka: Finally Falling Role gościnne: Michael Eric Reid jako Sinjin Van Cleef. |                                                  |               |                   |                     |                     |         |
| 7 | Robarazzi                                        | Steve Hoefer  | Arthur Gradstein  | 4 czerwca 2010      | 13 marca 2011       | 108     |
| Blog Robbiego na The Slap jest mało popularny, Jego moderatorzy chcą go zamknąć. W strachu Robbie wrzuca filmik o tym jak Tori wyciska sobie pryszcza. Gdy film staje się popularny, Robbie zaczyna kręcić swoich przyjaciół z ukrycia. Z czasem się zmienia i opuszczają go prawdziwi przyjaciele. W odwecie za wszystkie filmiki postanawiają się zemścić. Tymczasem Cat bez umiaru kupuje rzeczy w Sky Skore. Nie chcę przyjąć do wiadomości, że jest uzależniona. W końcu rodzice zabierają jej kartę, a ta i tak znajduje sposób, by dalej kupować w ulubionym sklepie internetowym. Nieobecna: Daniella Monet jako Trina Vega. |                                                  |               |                   |                     |                     |         |
| 8 | Sztuka przetrwania upału Survival of the Hottest | Russ Reinsel  | Dan Schneider     | 26 czerwca 2010     | 3 kwietnia 2011     | 117     |
| Beck, Jade, Robbie, Trina, Tori, Andre i Cat jadą na plażę. Cat idzie do toalety a inne auto blokuje drzwi od strony auta Becka. Przyjaciele są uwięzieni a Cat bawi się na plaży z przystojnymi kolesiami, zupełnie zapominając o swoich przyjaciołach, którzy powoli wariują w vanie Becka. |                                                  |               |                   |                     |                     |         |
| 9 | Przygoda w samolocie Wi-Fi in the Sky            | Steve Hoefer  | Dan Schneider     | 27 sierpnia 2010    | 17 kwietnia 2011    | 118     |
| Beck, Tori, Cat i Andre muszą napisać opowieść na 10 stron. Tori jest w samolocie więc piszą poprzez Video Chat. Niestety ciągle ktoś lub coś im przeszkadza. Role gościnne: Perez Hilton jako on sam. |                                                  |               |                   |                     |                     |         |
| 10 | Beck odpuszcza Beck’s Big Break                  | David Kendall | Arthur Gradstein  | 25 września 2010    | 24 kwietnia 2011    | 104     |
| Beck dostaje rolę w filmie z Melindą Murray i z tego powodu zaprasza przyjaciół, aby zobaczyli, jak gra. Szybko okazuje się, że aktorka jest nieznośna. Gdy Tori próbuje interweniować, Melinda usuwa chłopaka z filmu. W międzyczasie Robbie po kolejnej nieprzespanej nocy z powodu koszmarów udaje się po poradę do psychologa, a Andre chce zostać użądlony przez pszczołę. Nieobecna: Daniella Monet jako Trina Vega. |                                                  |               |                   |                     |                     |         |
| 11 | Ping-pongowe szaleństwo The Great Ping Pong Scam | Steve Hoefer  | Matt Fleckenstein | 1 października 2010 | 2 kwietnia 2011     | 115     |
| Beck, Jade, Andre, Robbie, Rex i Cat mają drużynę Ping-Pongową. Tak naprawdę założyli go, dlatego żeby mieli kasę na kolacje w drogiej restauracji. Gdy nie mieli pieniędzy żeby zapłacić, Tori zaśpiewała. Piosenka:Tell me that you love me Nieobecna: Daniella Monet jako Trina Vega. |                                                  |               |                   |                     |                     |         |
| 12 | Narzeczony Cat Cat’s New Boyfriend               | Adam Weissman | Arthur Gradstein  | 8 października 2010 | 20 marca 2011       | 112     |
| Do Hollywood Arts przychodzi Daniel nowy chłopak Cat. Okazuje się, że to Daniel były chłopak Tori. Tori staje się zazdrosna i próbuje rozdzielić Cat i Daniela. Tymczasem Trina kupuje rybki, które masują jej stopy, po czym ma bardzo gładkie stopy. Następnie robią to: Robbie, Andre, Beck i Jade. Pod koniec okazuje się, że rybki powodują groźne skutki uboczne i cała piątka ląduje w szpitalu. Role gościnne: Matt Angel jako Daniel. |                                                  |               |                   |                     |                     |         |
| 13-14 | Konkurs karaoke Freak the Freak Out              | Steve Hoefer  | Dan Schneider     | 26 listopada 2010   | 30 kwietnia 2011    | 119-120 |
| Cat, Beck, Jade, Rex, Robbie i Andre idą do nowego lokalu Karaoki Doki. Tori nie może pójść z nimi, gdyż po wyrwaniu zęba mądrości Triny musi się nią opiekować, a jej rodzice nie mogą, gdyż wystawili ją do wiatru, bo pojechali do innego miasta. Gdy Jade i Cat przegrywają konkurs śpiewu poprzez oszustwo rywalek, proszą Tori o pomoc. Podczas jej występu Triną opiekują się Andre, Beck i Robbie. Piosenka: Freak the Freak Out Role gościnne: Jillian Clare jako Hayley Ferguson, Jamie Snow jako Tara Ganz, Tom Virtue jako Joey Ferguson. |                                                  |               |                   |                     |                     |         |
| 15 | Rex umiera Rex Dies                              | Russ Reinsel  | Jake Farrow       | 8 stycznia 2011     | 11 września 2011    | 110     |
| Andre i Robbie dostają główną rolę w przedstawieniu swojego nauczyciela. Podczas ostatnich poprawek przed przedstawieniem Rex zostaje wciągnięty do maszyny zwanej „Tornadem” Mimo iż to kukła przyjaciele Robbiego zawożą ją do szpitala, gdy Robbie występuje na przedstawieniu. Niebawem Rex umiera. Tak naprawdę to był podstęp przyjaciół, którzy chcieli, żeby Robbie w końcu przestał bawić się kukiełką. Nagle Tori z powrotem podłącza zasilanie i sprawia, że Rex ożywa. |                                                  |               |                   |                     |                     |         |
| 16 | Buga-Pypcie The Diddly-Bops                      | Steve Hoefer  | Matt Fleckenstein | 17 stycznia 2011    | 25 września 2011    | 111     |
| Sikowitz proponuje Tori, Andre, Cat, Beck, Jade i Robbie, by wystąpili dla syna jego kolegi. Okazuje się, że to czterolatek i mają być przebrani za jedzenie (Amcioludki). Później reszta z tego rezygnuje, ale Cat namawia Trinę, by wystąpiła. Dzieci się na to nie nabierają. Piosenki: Song 2 You (śpiewana przez Andre i Tori), Favorite Foods (śpiewana przez całą obsadę), Broken Glass (śpiewana przez Robbiego) |                                                  |               |                   |                     |                     |         |
| 17 | Sztuka Jade Wok Star                             | Adam Weissman | Jake Farrow       | 17 stycznia 2011    | 15 maja 2011        | 116     |
| Jade chce wystawić swoją sztukę, ale potrzebuje trzech tysięcy dolarów. Tori oferuje jej swoją pomoc, ale nie wie, skąd wziąć takie pieniądze. Właścicielka restauracji Wok Star chce zasponsorować tę sztukę. Role gościnne: Josh Peck jako widz. |                                                  |               |                   |                     |                     |         |
| 18 | Szukając gwiazdy The Wood                        | David Kendall | Dan Schneider     | 5 lutego 2011       | 8 maja 2011         | 114     |
| Tori, Beck, Jade i Andre zostają przyjęci do nowego filmu zwanego „The Wood”, który jest kręcony w Hollywood Arts. Okazuje się, że to reality show. Tymczasem Robbie i Trina muszą zastąpić Festusa po tym, jak wypchnęli go z przyczepy, a zarazem jego miejsca pracy. Nieobecna: Ariana Grande jako Cat Valentine |                                                  |               |                   |                     |                     |         |
| 19 | Dale Squires kręci film A Film by Dale Squires   | Adam Weissman | George Doty IV    | 5 marca 2011        | 4 września 2011     | 109     |
| Dale Squires jest twórcą krótkich, aczkolwiek popularnych filmików w sieci. Tym razem zamierza nakręcić film z Tori i jej przyjaciółmi. Niestety Dale nic nie robi, a Tori, jak i pozostali produkuje za niego film. Po premierze Dale wyznaje, że dobra jakość filmu to wyłącznie jego zasługa.er |                                                  |               |                   |                     |                     |         |
| 20 | Imprezka u Sikowitza Sleepover at Sikowitz’s     | Russ Reinsel  | George Doty IV    | 19 marca 2011       | 2 października 2011 | 113     |
| Klasa Tori ma lekcje aktorstwa. Ona i Andre przedstawiają scenę o kobiecie bojącej się operacji. Sikowitz przerywa im i mówi, że jeżeli chcą być dobrymi aktorami nie mogą wychodzić z roli cokolwiek by się nie działo, lecz przerywa mu dzwonek. Tori i jej przyjaciele zostają w klasie i przepraszają nauczyciela mówiąc, że to czego ich teraz uczy jest głupie. Sikowitz rzuca im wyzwanie, by przyszli do niego na noc i przez całą noc zachowywali się jak wybrana postać. Jeżeli nie wypadają z gry. |                                                  |               |                   |                     |                     |         |

## Seria 2: 2011
- Ta seria liczy 13 odcinków.
- Victoria Justice, Leon Thomas III, Matt Bennett, Elizabeth Gillies i Ariana Grande są obecni we wszystkich odcinkach.
- Avan Jogia jest nieobecny w dwóch odcinkach.
- Daniella Monet jest nieobecna w dwóch odcinkach.

| 21 | Podrywacz Beggin’ On Your Knees                      | Steve Hoefer  | Jake Farrow                                                       | 2 kwietnia 2011      | 10 lutego 2012   | 209     |
| W Hollywood Arts ma odbyć się pokaz śpiewu. Wszyscy chcą śpiewać razem z Tori. Tymczasem Victoria umawia się z chłopakiem Ryderem na randkę. Ryder udaje przerażonego śpiewaniem, więc Tori proponuje mu duet z nią. Okazuje się, że chłopak tylko z nią pogrywa. Dziewczyna zamierza się zemścić na pokazie. |                                                      |               |                                                                   |                      |                  |         |
| 22 | Beck spada za Tori Beck Falls For Tori               | Steve Hoefer  | Dan Schneider                                                     | 16 kwietnia 2011     | 6 stycznia 2012  | 201     |
| Tori dostaje od Sikowitza ofertę zagrania w filmie jego przyjaciółki. Przyjaciele namawiają ją, aby w CV napisała, że jest wysportowana i zna sztuki walki. Reżyserzy proponują jej rolę kaskadera. Okazuje się, że ma spaść z wysokości 12 metrów na ziemię. Dziewczyna się boi. Zastępuje ją Beck. Wyrzuty sumienia nie odstępują jej na krok. Postanawia skoczyć. Tymczasem Cat projektuje wiele nowych kreacji. Nieobecna: Daniella Monet jako Trina Vega |                                                      |               |                                                                   |                      |                  |         |
| 23 | Koncert Ke$hy Ice Cream for Ke$ha                    | Adam Weissman | Arthur Gradstein                                                  | 22 kwietnia 2011     | 10 lutego 2012   | 210     |
| Ke$ha organizuje konkurs. w opakowaniach lodów na dole znajdują się krążki z literami, ten uczestnik ;który zbierze wszystkie litery i utworzy z nich jej pseudonim sceniczny, wygrywa zorganizowanie prywatnego koncertu Ke$hy specjalnie dla niego. Tymczasem Trina podstępem wymusza na Tori, by została jej przyboczną asystentką. Tori ma dość i pyta się, czy siostra jej odpuści, jeśli załatwi dla niej koncert Ke$hy. Trina myśląc, że to żart zgadza się. Od tej pory Tori sprawdza wszystkie pudełka z lodami, zaangażowując w to swoich przyjaciół. Role Gościnne: Kesha Sebert jako Ke$ha |                                                      |               |                                                                   |                      |                  |         |
| 24 | Musical Tori Gets Stuck                              | Russ Reinsel  | Jake Farrow                                                       | 14 maja 2011         | 18 stycznia 2012 | 205     |
| Tori i Jade konkurują ze sobą, próbują zdobyć rolę w ważnym dla ich kariery przedstawieniu - Parowiec Suzy. W międzyczasie, Robbie trafia do szpitala, bo kiedy był mały połknął mały samochodzik, który teraz niszczy jego wnętrzności. Żeby móc przeprowadzić operację, lekarze potrzebują pół litra rzadkiej grupy krwi, jaką ma Robbie. Jade, która przeprowadziła wcześniej poszukiwania w karcie zdrowia Tori, poinformowała lekarzy, że Tori ma tę grupę krwi. Krew pobrano Tori aż trzy razy, gdyż ciągle się marnowała (najpierw zgubił ją lekarz, a potem Robbie ją upuścił). Gdy nadeszła pora przedstawienia, Tori nie wypadła najlepiej, więc za nią wystąpił Sikowitz. Nieobecny: Avan Jogia jako Beck Oliver |                                                      |               |                                                                   |                      |                  |         |
| 25 | Prom Wecker                                          | Adam Weissman | Matt Fleckenstein                                                 | 21 maja 2011         | 5 lutego 2012    | 211     |
| Tori dowiaduje się, że w Hollywood Arts jeszcze nigdy nie było balu, dlatego pyta się Sikowitza czy może zorganizować bal i on nauczyciel się zgadza. Tymczasem Andre ma dziewczynę, która nie chce przestać się z nim całować. Jade jest wściekła o to, że Tori zrobiła bal i przez to ona nie może wystawić swojej sztuki. |                                                      |               |                                                                   |                      |                  |         |
| 26-27 | Ferie w ciupie „Locked Up”                           | Steve Hoefer  | Dan Schneider                                                     | 30 lipca 2011        | 5 maja 2012      | 203-204 |
| Tori i jej znajomi z Hollywood Arts wyjeżdżają na wakacje. Nie wiedzą jednak, że popełniają przestępstwo. Przez ciąg nieprzewidzianych zdarzeń, trafiają do więzienia. |                                                      |               |                                                                   |                      |                  |         |
| 28 | Powrót Helen Helen Back Again                        | Russ Reinsel  | Arthur Gradstein                                                  | 10 września 2011     | 13 stycznia 2012 | 202     |
| Dyrektor Einker rezygnuje ze swojej posady. Na jego miejsce zostaje zatrudniona Helen (znana z innego serialu Dana Schneidera - Drake i Josh). Wprowadza surowe zasady. Organizuje przesłuchanie żeby zobaczyć, kto ma talent i nadaje się do tej szkoły. Podczas przesłuchania Trina nie wypada najlepiej. Helen po przesłuchaniu dzwoni do domu Tori, żeby powiadomić ją o tym, że wylatuje ze szkoły. Następnego dnia Tori rozmawia z Helen o wyrzuceniu jej. Okazuje się, że chodzi o Trinę. Pod koniec odcinka Trina ratuje Helen, której ktoś kradnie torebkę, a ta w ostateczności pozwala jej zostać w Hollywood Arts. Role gościnne: Yvette Nicole Brown jako Helen.                                               |                                                      |               |                                                                   |                      |                  |         |
| 29 | Tori reżyseruje Trinę Who Did It to Trina?           | Adam Weissman | Dan Schneider                                                     | 17 września 2011     | 25 lutego 2012   | 208     |
| Tori zostaje reżyserką pewnego szkolnego przedstawienia. Na główną bohaterkę wyznacza Trinę. Podczas przedstawienia gaśnie światło, a Trinie, która wcześniej latała, zostaje odczepiona lina. Po zapaleniu światła przyjaciele próbują dowiedzieć się, kto zrzucił Trinę, każdy przedstawia własną wersję wydarzeń. Nieobecny: Avan Jogia jako Beck Oliver Role gościnne: Nathan Kress jako widz. |                                                      |               |                                                                   |                      |                  |         |
| 30 | Tori dręczy nauczyciela Tori Tortures Teacher        | Russ Reinsel  | Matt Fleckenstein                                                 | 1 października 2011  | 9 września 2012  | 206     |
| Pan Sikowitz świętuje 10-lecie pracy jako nauczyciel. Tori i jej przyjaciele zabierają go więc do teatru. Jednak bohaterowie sztuki zaczynają rozmawiać o tym jaką porażką jest bycie nauczycielem w liceum, co jak się wydaje bardzo przygnębia Sikowitza. Tymczasem Trinie zaczyna się podobać chłopak o imieniu Shawn, więc udaje że pracuje w pizzerii i rozwozi darmową pizzę. |                                                      |               |                                                                   |                      |                  |         |
| 31 | Piosenka Andre Jade Gets Crushed                     | Clayton Boen  | Dan Schneider                                                     | 8 października 2011  | 25 lutego 2012   | 207     |
| Andre musi zaśpiewać z Jade piosenkę. Zauważa, że nie jest ona do końca wredna. W międzyczasie Tori chce zdać kurs o technologii. Pomaga jej w tym Robbie. W nocy Andre przychodzi do Tori, aby jej powiedzieć, że zakochał się w Jade, ale nie chce zranić Becka. Na końcu odkochuje się w niej. Piosenka: 365 Days Nieobecna: Daniella Monet jako Trina Vega |                                                      |               |                                                                   |                      |                  |         |
| 32 | Terror na ulicy Babeczkowej Terror on Cupcake Street | Steve Hoefer  | Dan Schneider                                                     | 15 października 2011 | 16 września 2012 | 212     |
| Tori wraz z przyjaciółmi budują gigantyczną, jeżdzącą babeczkę, w której mają wystąpić na paradzie. W drodze na przedstawienie łapią gumę w nieciekawej okolicy. |                                                      |               |                                                                   |                      |                  |         |
| 33 | A Christmas Tori                                     | Steve Hoefer  | Dan Schneider Warren Bell                                         | 3 grudnia 2011       | 22 grudnia 2012  | 301     |
| W szkole Hollywood Arts odbywają się święta Bożonarodzeniowe. Z tej okazji każdy ma być dla kogoś sekretnym Mikołajem. Tori jest Mikołajem Andre, ale nie wie jaki prezent powinna mu dać. Tymczasem Beck nie może zasnąć przez świerszcza. |                                                      |               |                                                                   |                      |                  |         |
| 34 | Jak kręcono „Victorię” Blooptorious                  | Steve Hoefer  | Darren Thomas Stefanie Leder Erica Spates Sam Littenburg-Weisberg | 26 grudnia 2011      | 23 września 2012 | 213     |
| Odcinek przedstawia wpadki na planie serialu. Prowadzącym odcinek jest w samej osobie, rola Rexa, czyli Christopher Cane. |                                                      |               |                                                                   |                      |                  |         |

## Seria 3: 2012
| 35 | Grono śniadaniowych przyjaciół The Breakfast Bunch | Steve Hoefer  | Dan Schneider Jake Farrow          | 28 stycznia 2012 | 30 września 2012     | 302     |
| Tori i jej paczka zostają za karę w kozie na całą sobotę. Przez ten czas, dowiadują się o sobie rzeczy, o których istnieniu nie mieli pojęcia. |                                                    |               |                                    |                  |                      |         |
| 36 | Gorilla Club The Gorilla Club                      | Steve Hoefer  | Dan Schneider Warren Bell          | 4 lutego 2012    | 11 listopada 2012    | 307     |
| Kiedy Tori próbuje dostać się na przesłuchanie do filmu, Sikowitz i Cat są niewzruszeni jej wydajnością. Aby pomóc dziewczynie wczuć się w rolę, przyjaciele sugerują Gorilla Club, niebezpieczny podziemny klub, którym zarządza dziki goryl. Po przegranej w pokera Andre i Robbie są zmuszeni do tańca MC Hammera za każdym razem, gdy Jade będzie im kazać.                               |                                                    |               |                                    |                  |                      |         |
| 37 | Zapytania do par The Worst Couple                  | Adam Weissman | Dan Schneider Matt Fleckenstein    | 11 lutego 2012   | 7 października 2012  | 303     |
| Sinjin zaciąga się do gangu, by mu pomóc z jego teleturniejem, „Zapytania do par”. W pary dobiera Tori z Robbiem, Andre z Cat i Beck’a z Jade. Beck i Jade rozstają się. |                                                    |               |                                    |                  |                      |         |
| 38 | Koszmarna dziewczyna Andre Andre’s Horrible Girl   | Steve Hoefer  | Dan Schneider Warren Bell          | 18 lutego 2012   | 21 października 2012 | 304     |
| Andre spotyka się z dziewczyną, która nim pomiata. Tori i przyjaciołom się to nie podoba. Tymczasem Cat zaprasza Jade na noc w jej domu uważając, że Jade jest samotna po rozstaniu z Beckiem, gdzie zaczynają się kłopoty. |                                                    |               |                                    |                  |                      |         |
| 39 | Bryka, deszcz i pożar Car, Rain, and Fire          | Russ Reinsel  | Dan Schneider Jake Farrow          | 25 lutego 2012   | 28 października 2012 | 305     |
| Cat słyszy, że jej ulubiona aktorka zmarła i chce uczcić jej cześć, biorąc Tori i Jade na Roadtrip do San Diego. Tymczasem Trina rozprzestrzenia plotki, że ona i Beck chodzą ze sobą. Aby się na niej zemścić, Beck, Andre i Robbie udają, że wszyscy chcą chodzić z Triną. |                                                    |               |                                    |                  |                      |         |
| 40 | Tori i Jade: mąż i żona Tori & Jade’s Play Date    | Adam Weissman | Dan Schneider Matt Fleckenstein    | 3 marca 2012     | 4 listopada 2012     | 306     |
| Tori i Jade dostają rolę w której muszą zagrać małżeństwo. Przez podstęp Sikowitza obie muszą spędzić razem wieczór w Nozu. Cat i Robbie przekazują ludziom złe wieści piosenkami. |                                                    |               |                                    |                  |                      |         |
| 41 | April Fools Blank                                  | Russ Reinsel  | Dan Schneider Matt Fleckenstein    | 24 marca 2012    | 10 lutego 2013       | 311     |
| Podczas Prima Aprilis Tori spędza dzień oczekując na twórcze figle i kawały, ale jest całkowicie niepomna na serię absurdalnych zdarzeń i szalonych wydarzeniach wokół niej. Gościnnie: Drake Bell jako on sam, Dennis Haskins jako Richard Belding, Jerry Trainor jako Spencer Shay Notatka: W odcinku występują odniesienia do seriali takich jak: Byle do przerwy, Szał na Amandę, iCarly, |                                                    |               |                                    |                  |                      |         |
| 42 | Podwożenie Tori Driving Tori Crazy                 | Russ Reinsel  | Dan Schneider Matt Fleckenstein    | 14 kwietnia 2012 | 18 listopada 2012    | 308     |
| Na ulicy na której mieszka Tori kręcą film, więc dziewczyna musi jechać dłużej do szkoły i prosi o to znajomych. Cat ma nową aplikację na PearPada pt. „Zaklepane” Role gościnne: Sloane Avery jako Kimberly |                                                    |               |                                    |                  |                      |         |
| 43 | How Trina Got In                                   | Russ Reinsel  | Dan Schneider Christopher J. Nowak | 5 maja 2012      | 2 grudnia 2012       | 309     |
| Wszyscy przedstawiają różne dziwne opowieści na temat jak Trina dostała się do Hollywood Arts. Tymczasem Tori i Robbie muszą pracować w restauracji, ponieważ Robbie zapomniał portfela i nie mogą zapłacić. |                                                    |               |                                    |                  |                      |         |
| 44-45 | Platynowe zwycięstwo Tori Goes Platinum            | Steve Hoefer  | Dan Schneider Christopher J. Nowak | 19 maja 2012     | 14 października 2012 | 315-316 |
| Tori wygrywa konkurs Platinum Music Awards, ale wkrótce odkrywa, że producent Mason Thornesmith chce ją zmienić. Tori musi być buntowniczą divą. Tymczasem Cat staje się uzależniona od cukierków „Bibble”. |                                                    |               |                                    |                  |                      |         |
| 46 | Szurnięta Ponnie Crazy Ponnie                      | Clayton Boen  | Dan Schneider Warren Bell          | 9 czerwca 2012   | 1 lutego 2013        | 310     |
| Tori spotyka w toalecie Ponnie, niestety gdy chce ją pokazać przyjaciołom ona ciągle znika, więc przyjaciele myślą, że dziewczyna zwariowała. Niestety Ponnie chce pozbyć się Tori. Okazuje się, że Tori zajęła miejsce dziewczyny. Tymczasem Jade chce się zemścić na Cat za to, że zgoliła jej brwi, więc obcina jej włosy.                                                                 |                                                    |               |                                    |                  |                      |         |
| 47 | The Blonde Squad                                   | Steve Hoefer  | Dan Schneider Warren Bell          | 30 czerwca 2012  | 24 lutego 2013       | 313     |
| Beck tworzy krótki filmik pt. „The Blonde Squad”, w którym Jade, Cat i Tori występują jako blondynki. Kiedy Cat jest blondynką, poznaje Evana i boi się mu wyznać, że jest ruda. |                                                    |               |                                    |                  |                      |         |

## Seria 4: 2012–13
| 48 | Wanko’s Warehouse                           | Adam Weissman | Dan Schneider Christopher J. Nowak | 22 września 2012     | 3 lutego 2013    | 312 |
| Tori i jej przyjaciele chcą dostać się na wyprzedaż w Wanko’s Warehouse, więc postanawiają schować się w koszach. Po pewnym czasie jednak uciekają i nici z wyprzedaży. |                                             |               |                                    |                      |                  |     |
| 49 | Król klapklasków The Hambone King           | Russ Reinsel  | Dan Schneider Matt Fleckenstein    | 29 września 2012     | 17 lutego 2013   | 314 |
| Robbie próbuje wygrać konkurs klapklasków a Tori stara się mu pomóc, a rywal Robbiego jest dawnym kolegą Tori. |                                             |               |                                    |                      |                  |     |
| 50 | Anty-randka Opposite Date                   | Steve Hoefer  | Dan Schneider Warren Bell          | 13 października 2012 | 31 sierpnia 2013 | 317 |
| Marzeniem Tori jest obejrzeć wystawę kości, ale nikt oprócz Becka nie może iść. Dziewczyna nie chce iść sama z chłopakiem, bo boi się, że będzie to wyglądać jak randka. Idą jednak we dwójkę. Robią wszystko by nie wyglądało to na prawdziwą randkę. Nie wiedzą, że Cat i Jade podążają ich śladem. W tym samym czasie Robbie i Andre robią filmik, żeby wygrać nowego PearPada. |                                             |               |                                    |                      |                  |     |
| 51 | Trzy dziewczyny i Łoś Three Girls and Moose | David Kendall | Dan Schneider Christopher J. Nowak | 20 października 2012 | 1 września 2013  | 319 |
| Cat, Jade i Tori zakochują się w tym samym chłopaku o imieniu Moose. |                                             |               |                                    |                      |                  |     |
| 52 | Szlaban na komórki Cell Block               | Adam Weissman | Dan Schneider Warren Bell          | 24 listopada 2012    | 1 czerwca 2013   | 318 |
| Sikowitz rzuca uczniom wyzwanie, że nie wytrzymają bez technologii. |                                             |               |                                    |                      |                  |     |
| 53 | Beck wraca do Jade Tori Fixes Beck And Jade | David Kendall | Dan Schneider Warren Bell          | 1 grudnia 2012       | 7 września 2013  | 320 |
| Meredith zaprasza Becka na randkę. On się nie zgadza, ponieważ boi się reakcji Jade. Tori płaci chłopakowi, żeby zaprosił Jade na randkę. Dziewczyna dowiaduje się o tym i „pozwala” Beckowi na randkę z Meredith. Randka się nie udaje. Jade śpiewa piosenkę i chłopak uświadamia sobie co czuje do Jade.                                                                         |                                             |               |                                    |                      |                  |     |
| 54 | Jeżynokule One Thousand Berry Balls         | David Kendall | Dan Schneider Dave Malkoff         | 8 grudnia 2012       | 29 września 2013 | 326 |
| Andre zaczyna pracować w „Berry Ball”. A Tori chce mu pomóc, dlatego właściciel każe jej sprzedawać jagodowe piłeczki, lecz nikt nie chce ich kupić. A tymczasem w szkole ma odbyć się impreza na której Tori ma śpiewać. |                                             |               |                                    |                      |                  |     |
| 55 | Robbie sprzedaje Rexa Robbie Sells Rex      | Adam Weissman | Dan Schneider Christopher J. Nowak | 15 grudnia 2012      | 8 września 2013  | 321 |
| Robbie sprzedaje Rexa, czego później żałuje i Tori stara się go odzyskać. |                                             |               |                                    |                      |                  |     |
| 56 | Jade dłubie w nosie... The Bad Roommate     | Steve Hoefer  | Dan Schneider Warren Bell          | 5 stycznia 2013      | 14 września 2013 | 322 |
| Do Andre wprowadza się babcia, więc on nie może w spokoju napisać piosenki. Zmuszony, przeprowadza się do Tori. Próbuje komponować nową piosenkę, lecz nie wychodzi to nikomu na dobre. Tori jest wiecznie nie wyspana, a Andre nie ma kompletnie żadnych pomysłów na utwór. Pewnego popołudnia, Tori przychodzi do głowy pomysł, który ma pomóc Andre w napisaniu hitu.           |                                             |               |                                    |                      |                  |     |
| 57 | Mózgościsk Brain Squizzers                  | Clayton Boen  | Dan Schneider Warren Bell          | 12 stycznia 2013     | 21 września 2013 | 324 |
| Tori zostaje przewodniczącą w teleturnieju, w którym można wygrać 10000 dolarów. Każdy chce dostać się do jej drużyny, jednak ona wybiera Becka, Andre i Robbiego. Jade podaje się za Tori. Tori zostaje przewodniczącą nowej drużyny, w której jest Trina, Sinjin i Cat. |                                             |               |                                    |                      |                  |     |
| 58 | Skrzypce i skarpety The Slap Fight          | Steve Hoefer  | Dan Schneider Christopher J. Nowak | 19 stycznia 2013     | 29 września 2013 | 327 |
| Profil Triny na TheSlap.com śledzi więcej osób niż profil Tori. Mówi o tym przyjaciołom, okazuje się, że ich profil też mniej osób śledzi. Na różne sposoby próbują zdobyć zainteresowanie na stronie. |                                             |               |                                    |                      |                  |     |
| 59 | Problem z hymnem Star Spangled Tori         | Adam Weissman | Dan Schneider Christopher J. Nowak | 26 stycznia 2013     | 22 września 2013 | 325 |
| Tori ma zaśpiewać hymn Stanów Zjednoczonych Ameryki. Stresuje się, że zapomni tekst. Pies przeszkadza jej podczas występu, ciągnie ją za nogę poprzez całą salę. Cat mieszka w szkole, bo jej rodzice z bratem się przeprowadzili. Jade i Robbie pomagają jej w przeprowadzce do babci.                                                                                            |                                             |               |                                    |                      |                  |     |
| 60 | Nowa piosenka Victori-Yes                   | David Kendall | Dan Schneider Christopher J. Nowak | 2 lutego 2013        | 15 września 2013 | 323 |
| Sikowitz rzuca wyzwanie swoim uczniom, żeby do końca dnia, na każdą prośbę lub propozycję odpowiadali: tak. |                                             |               |                                    |                      |                  |     |